# Haplostichanthus longirostris
Haplostichanthus longirostris är en kirimojaväxtart som först beskrevs av Rudolph Herman Scheffer, och fick sitt nu gällande namn av E.C.H.van Heusden. Haplostichanthus longirostris ingår i släktet Haplostichanthus och familjen kirimojaväxter. Inga underarter finns listade i Catalogue of Life.